# Rodriguezia flavida
Rodriguezia flavida là một loài lan bản địa của miền bắc Nam Mỹ.

## Hình ảnh

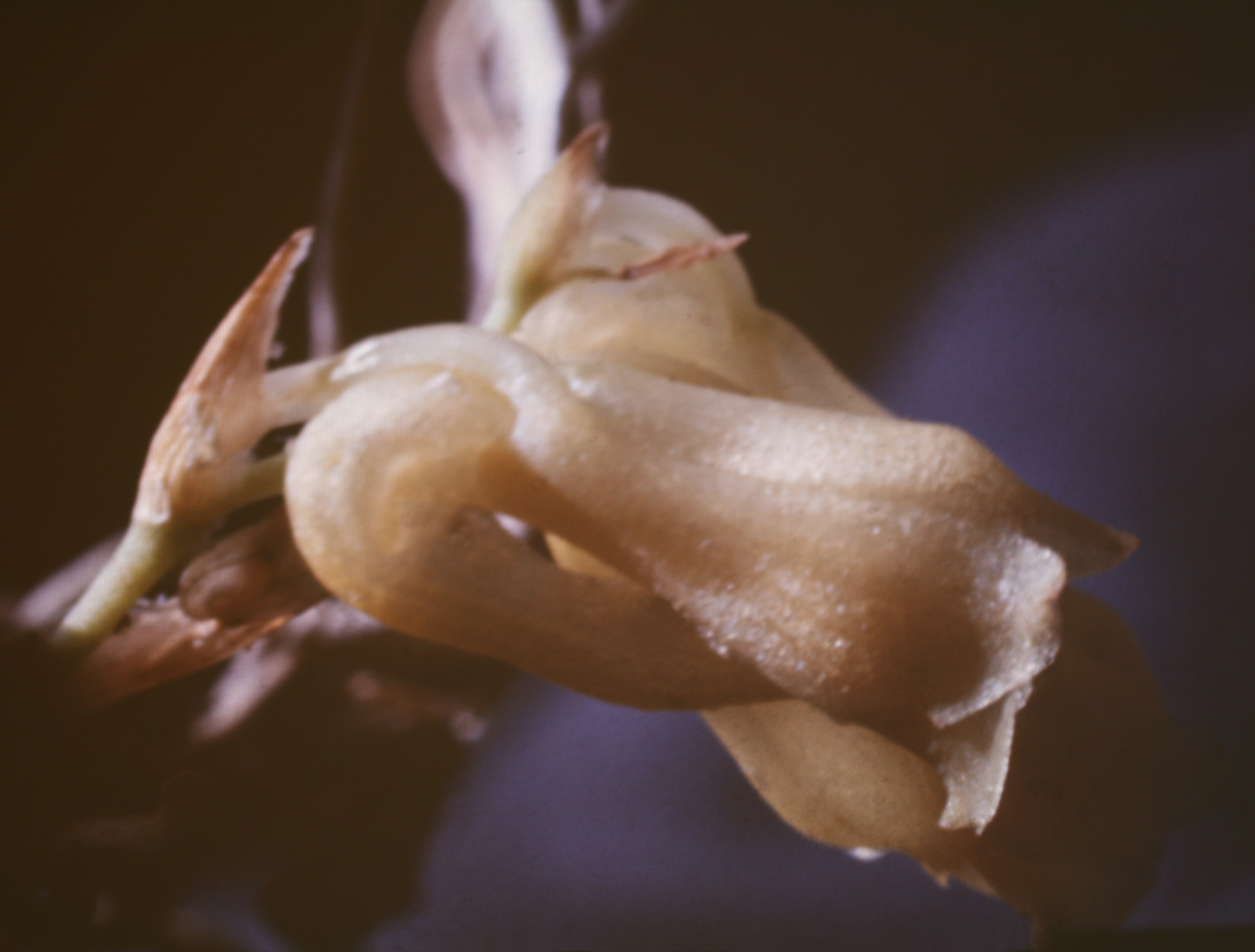
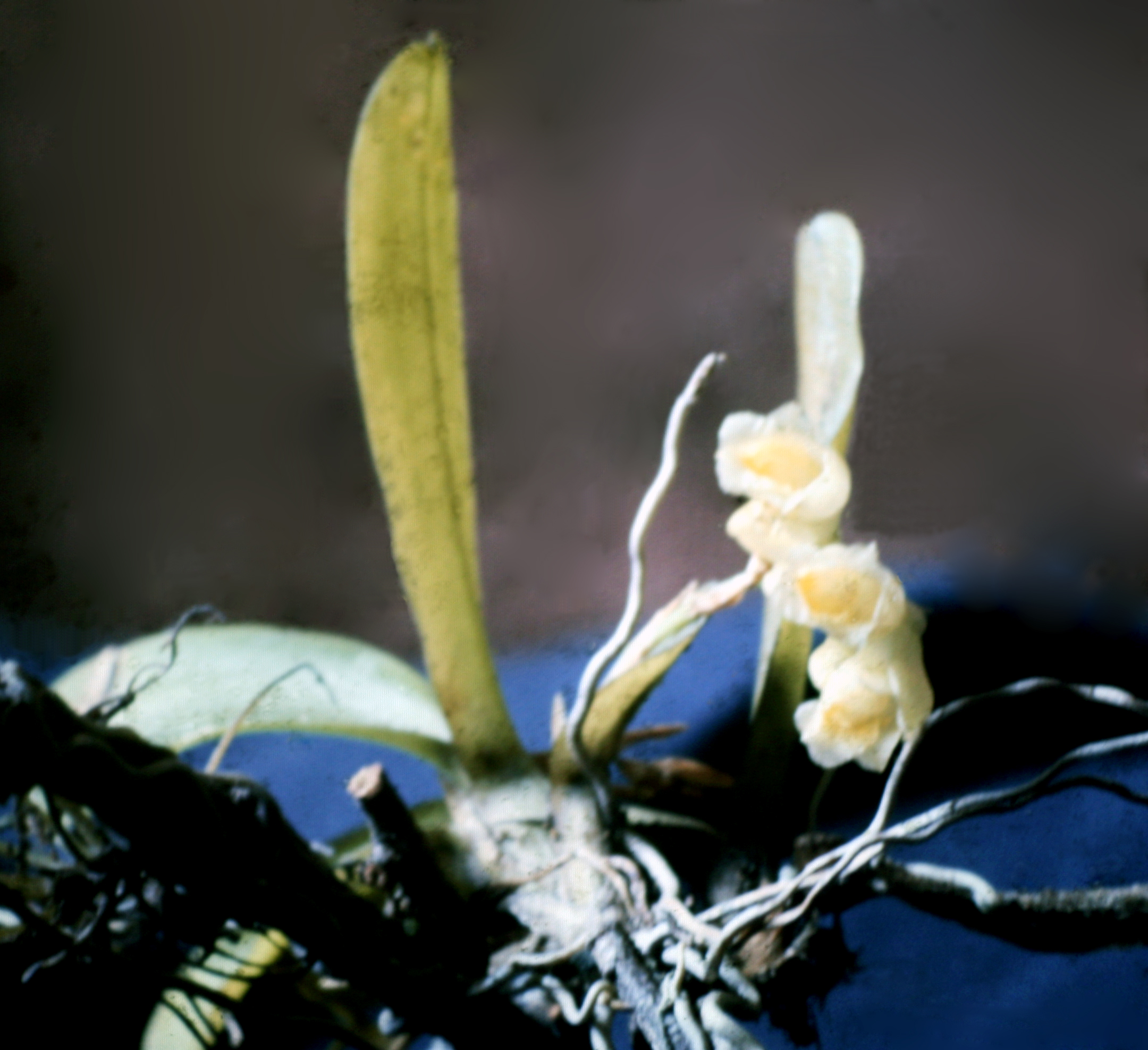